# Шталцері
Шталцері (словен. Štalcerji) — поселення в общині Кочев'є, регіон Південно-Східна Словенія, Словенія. Висота над рівнем моря: 518,7 м.